# Етноботаніка

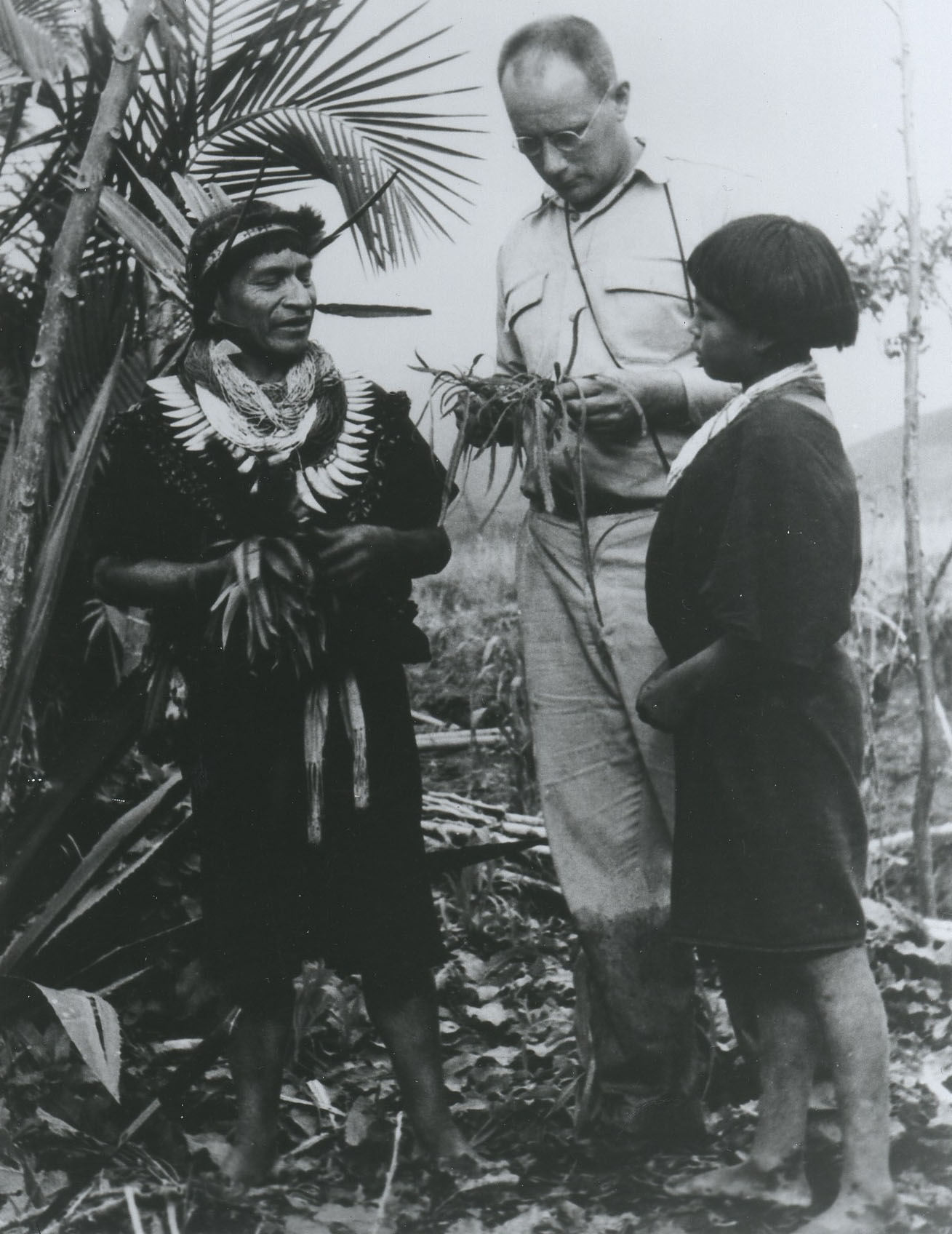
Етноботанік Річард Еванс Шултс під час досліджень на Амазонці (~1940 р.).

Етноботаніка (від етнологія, наука про пізнання народів, прогресу і цивілізацій, та ботаніка, наука про рослини) — наука про зв'язки між людьми та рослинами.
Основне завдання етноботаніки — дізнатися, як рослини використовуються і сприймаються в людських суспільствах, включаючи рослини для їжі, медицини, пророкувань, косметики, фарбування тканин, для будівництва, як інструменти, гроші, одяг, ритуали тощо, та яку роль рослини виконують у соціальному житті.
Річард Еванс Шултс, якого називають «батьком етноботаніки», пояснив дисципліну таким чином:
|  | Етноботаніка просто означає [...] дослідження рослин, які використовуються у примітивних суспільствах у різних частинах світу. |

Права інтелектуальної власності та спільного використання надбання є важливими питаннями етноботаніки.

## Історія етноботаніки

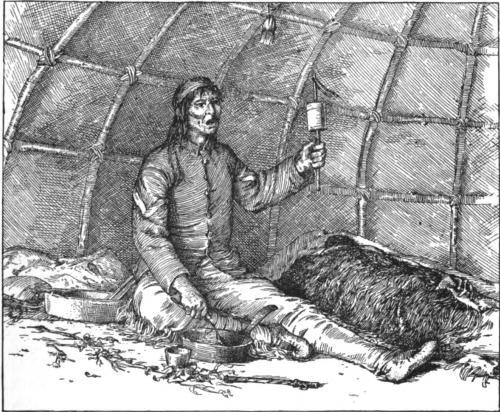
Рослини широко використовуються американськими індіанцями, таких як цей цілитель племені Оджибве.

Хоча термін «етноботаніка» не використовувався до 1895, коли американський ботанік Джон Вільям Гаршбергер вперше вжив його, але історія етноботаніки значно древніша
У 77 році н. е. грецький лікар Діоскорид видав книгу «Лікарські речовини» (лат. De Materia Medica), цей ілюстрований травник містив інформацію про 600 рослин Середземномор'я та про те, як і коли необхідно збирати певний вид рослин, чи є він отруйним або придатним в їжу, як його використовувати при лікуванні. Протягом довгих років, аж до пізнього Середньовіччя, цей травник мав незаперечний авторитет.
У 1542 році Леонарт Фукс опублікував свою працю «Опис рослин» (лат. De Historia Stirpium), де було описано 400 рослин Німеччини та Австрії.
Великим проривом європейської науки у вивченні рослин став об'ємна та добре ілюстрована праця Франсиско Ернандеса «Історія рослин Нової Іспанії» (1570–1577), виконана на замовлення Філіпа II. До книги увійшли описи більш як 3000 рослин та 500 тварин, що існували на території сучасної Мексики. У той же самий час, але трохи більш коротку роботу про рослини у своїй фундаментальній праці «Загальна історія справ Нової Іспанії» (1576) написав Бернардіно де Саагун. Обидві книги опиралися на знання ацтеків про навколишній світ, а тому можуть вважатися такими, що мало зазнали європейського впливу. Надалі рукопис Саагуна була забутий, але книга Ернандеса була неодноразово запозичена іншими вченими, такими як: Хосе де Акоста, Нардо Антоніо Реккі, Фабіо Колона, Хайме Онорато Помар, Грегоріо Лопес, Федеріко Чезі, Хуан Барріос, Іоган де Лаєта, Іоан Еусебіо Ньеремберг, Вільям Пізо, Роберт Лавел, Джон Рей, Джеймс Ньютон та інші.
Джон Рей (1686—1704) у своїй «Історії рослин» (лат. Historia Plantarum) ввів поняття однодольних та дводольних за прикладом поділу людей на чоловіків і жінок.
У Добу великих географічних відкриттів європейські мореплавці привозили додому нові рослини, в цей час були відкриті основні європейські ботанічні сади, такі, наприклад, як Королівські ботанічні сади в К'ю.
У 1753 році Карл Лінней написав книгу «Види рослин» (лат. Species Plantarum), яка включала опис приблизно 5900 рослин. Лінней ввів вживання латинської назви для рослини з двох слів — назва роду, а потім видовий епітет.
У XIX столітті настав пік ботанічних досліджень. Александер фон Гумбольдт, який зібрав дані про рослини відкритих земель, є основоположником географії рослин.
Едвард Палмер з 1860-х до 1890-х зібрав зразки рослин, які використовувалися на північноамериканському Заході та у Мексиці.
Коли був зібраний достатній матеріал щодо використання корінними народами різних форм рослинного світу, стало можливим говорити про появу нового розділу ботаніки — етноботаніки.
Першою вченим, який вивчив перспективу використання рослин у традиційній медицині, був німецький лікар, що працював у Сараєво наприкінці XIX століття, Леопольд Глуек. Його працю про традиційне медичне використання рослин можна вважати першою сучасної роботою з етноботаніки.
На початках, етноботанічні зразки та дослідження були не дуже надійні, а іноді і не дуже корисні. Через те, що ботаніки та антропологи не завжди співпрацювати у своїй роботі. Ботаніки були зосереджені лише на виявленні нових видів і вони не цікавилися як рослини використовуються у житті людей. З іншого боку, антропологи були зацікавлені у вивченні культурної ролі рослин. На початку 20-го століття, ботаніки та антропологи, нарешті, почали співпрацювати та створювати колекції із достовірними детальними даними про рослини.

## Сучасна етноботаніка
У XX сторіччі інтереси етноботаніки перемістилися від простого збирання фактів до більшої методологічної та концептуальної орієнтації.
Батьком-засновником академічної етноботаніки можна вважати Річарда Еванса Шултса. Народні цілителі часто відмовлялися розкрити свої секрети стороннім, а Шултс зумів стати учнем амазонського цілителя і був посвячений у таємні знання.
Сьогодні етноботаніка вимагає від вченого різноманітних знань і навичок: знання законів ботаніки та вміння визначення рослин, збирання та збереження екземплярів рослин; розуміння місцевих культурних реалій, лінгвістична підготовка.

## Наукові журнали з етноботаніки
Латино-Американський та Карибський Бюлетень лікарських і ароматичних рослин ісп. Boletin latinoamericano y del caribe de plantas medicinales y aromaticas, ISSN 0717-7917 (скорочено BLACPMA) виходить раз на два місяці, науковий журнал спрямований на широке коло фахівців, пов'язаних з галузями лікарських та ароматичних рослин. Він приймає статті, що стосуються агрономії, антропології та етноботаніки, промислового застосування ботаніки, екології та біорізноманіття, фармакології, фітохімії, законодавства, інформації про поширення подій, курси, призи, правила, новини, ринкові питання, звіти, бібліографії та будь-який інший дотичний матеріал, який важливо опублікувати.
Див. також наступні рецензовані журнали:
- Journal of Ethnobiology
- Ethnobotany Research and Applications
- Journal of Ethnobiology and Ethnomedicine  [Архівовано 11 вересня 2010 у Wayback Machine.]
- Journal of Ethnopharmacology
- Economic Botany
- Ethnobotany Research and Applications [Архівовано 10 серпня 2010 у Wayback Machine.]